# Plastic Martyr
Plastic Martyr (* 4. Juli 1989 in San Diego, Kalifornien) ist eine US-amerikanische transgeschlechtliche Schauspielerin, Sängerin, Hörfunkmoderatorin und Model.

## Leben
Martyr wurde am 4. Juli 1989 in San Diego geboren. Im Alter von 14 Jahren nahm sie erste Modelaufträge entgegen. Erst nach 2010 nahm sie eine erste geschlechtsangleichende Operation in Anspruch. Während der Verleihung der Emmy-Awards 2010 wurde sie Opfer von vermeintlichen Verunglimpfungen der Schauspielerin Lea Michele, gab dies allerdings erst zehn Jahre später bekannt. Zu dieser Zeit befand sie sich noch in der Transition, war biologisch noch männlich, lebte aber bereits eine weibliche Identität aus und nutzte daher auch die Damentoilette.
Ihr Schauspieldebüt gab Martyr 2017 im Spielfilm Scumbag und in einer Episode der Fernsehserie Transparent. 2021 hatte sie eine Episodenrolle in der Fernsehserie Models Talk inne. 2022 stellte sie im Science-Fiction-Film Battle for Pandora die Rolle der Wanda Smith dar. 2023 spielte sie im Film Yellow Bird die Rolle der Krystal. Eine größere Rolle spielte sie als Ms. Sweetly im Kurzfilm Super Human Anxiety, der im Jahr 2024 erschien.
Sie moderiert eine Radiosendung auf ZinnaTV.

## Filmografie (Auswahl)
- 2017: Scumbag
- 2017: Transparent (Fernsehserie, Episode 4x05)
- 2021: Models Talk (Fernsehserie, Episode 1x10)
- 2022: Battle for Pandora
- 2023: Yellow Bird
- 2024: Super Human Anxiety (Kurzfilm)

## Diskografie (Auswahl)
Singles
- 2019: Love In The Dark, Label: Capitol Music Group, Veröffentlichkeitsdatum: 3. Mai 2019